# Ізвоаре (Бахна, Нямц)
Ізвоаре (рум. Izvoare) — село у повіті Нямц в Румунії. Входить до складу комуни Бахна.
Село розташоване на відстані 262 км на північ від Бухареста, 38 км на південний схід від П'ятра-Нямца, 75 км на південний захід від Ясс.

## Населення
За даними перепису населення 2002 року у селі проживали 1598 осіб.
Національний склад населення села:
| Національність | Кількість осіб | Відсоток |
| -------------- | -------------- | -------- |
| румуни         | 1376           | 86,1%    |
| цигани         | 222            | 13,9%    |

Рідною мовою назвали:
| Мова      | Кількість осіб | Відсоток |
| --------- | -------------- | -------- |
| румунська | 1590           | 99,5%    |
| циганська | 8              | 0,5%     |